# L'Horizon (film, 1967)
Pour les articles homonymes, voir L'Horizon.
L'Horizon est un film français de Jacques Rouffio sorti en 1967.

## Synopsis
1917, le soldat Antonin Lavalette a passé trois ans au front où il a été grièvement blessé. Il est maintenant convalescent à la campagne chez ses parents qui hébergent Elisa, une jeune veuve d'un cousin tué en 1915. Antonin est persuadé que la guerre va bientôt terminer et se laisse prendre par une sorte de torpeur d'où Elisa tente de la tirer. Ils deviennent amants, et la jeune femme lui demande de déserter pour rester avec elle. Il refuse car il est persuadé de son échec. Bientôt, Antonin guérit et tente alors de se mutiler pour échapper à la guerre, mais il échoue. Il quitte Elisa et regagne Paris où la jeune femme le rejoint et l'incite à la révolte.

## Fiche technique
- Titre : L'Horizon
- Réalisation : Jacques Rouffio, assisté de Jean-Patrick Lebel
- Scénario : Georges Conchon et Jacques Rouffio
- Photographie : Raoul Coutard
- Costumes : Jacques Fonteray
- Musique : Serge Gainsbourg
- Production : International Cinevision - Cinétel
- Pays :  France
- Durée : 99 minutes
- Date de sortie : 29 novembre 1967

## Distribution
- Jacques Perrin : Antonin
- Macha Méril : Elisa
- René Dary : le père
- Monique Mélinand : la mère
- Steve Gadler : Dave Lannigan
- Francis Girod : Max
- Marc Monnet : Friedman
- Philippe Brizard : Pernon
- Jean-Louis Bory : le flic
- Georges Conchon : Macapiau
- Jean-Pierre Honoré : Emile
- Christian Ledieu : Jérôme
- Isabelle Mercanton : Renée